# Cămârzani
Cămârzani – wieś w Rumunii, w okręgu Suczawa, w gminie Vadu Moldovei. W 2011 roku liczyła 263 mieszkańców. 